# Sospechas de la identidad de Jack el Destripador

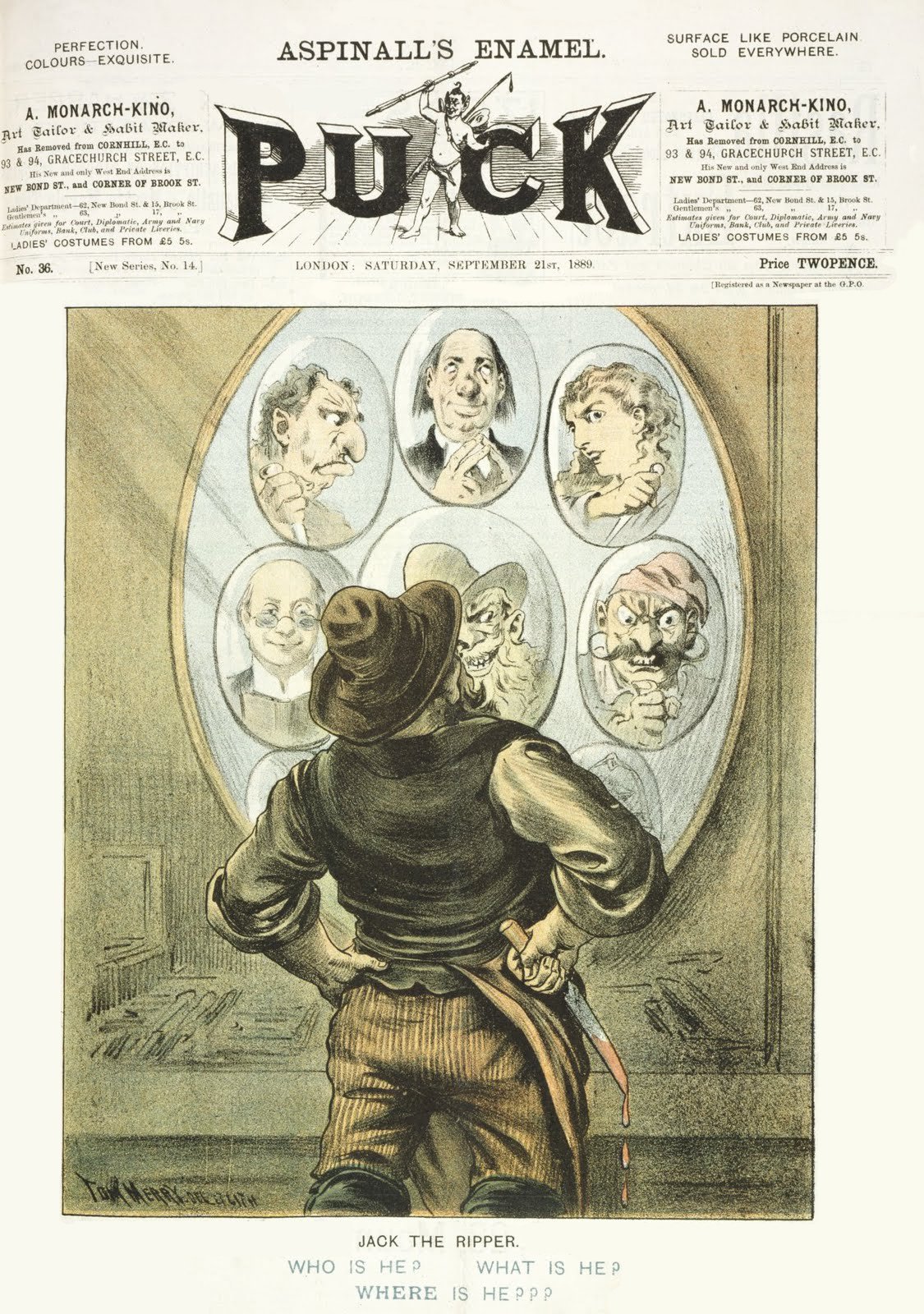
Portada de la revista Puck del 21 de septiembre de 1889, donde se alude a los asesinos no identificados de Whitechapel; caricatura de un hombre con un cuchillo ensangrentado, mirando con desprecio un afiche con media docena de sospechosos.

Durante el siglo XIX, tras los asesinatos cometidos por Jack el Destripador en el barrio londinense de Whitechapel, en Inglaterra, se levantaron grandes incógnitas por saber la identidad del famoso asesino.
La circunstancia de que este asesino nunca fuese capturado y procesado, no supuso que durante el breve período que duró su reinado de terror Scotland Yard dejase de investigar y de arrestar a sujetos sobre quienes recayeron sospechas de haber sido el ejecutor.
Luego de clausurarse formalmente el respectivo expediente policial –en 1892– continuaron emergiendo a la luz pública nombres de individuos signados con similar suspicacia aunque jamás se llegó a responsabilizar penalmente a ninguno de ellos, y el caso se mantuvo sumido en el más profundo de los misterios.
Respetando un orden cronológico en la aparición de tales sospechosos a la identidad del asesino, y omitiendo mencionar a seudos sospechosos que en verdad solo constituyeron personajes de ficción (de los cuales empero hubo muchos), una lista bastante completa de personas nominadas como candidatos plausibles o, al menos, en su momento muy mediáticos, sería la que seguidamente se desarrolla.

## Sospechosos señalados por la policía de la época

### Montague John Druitt

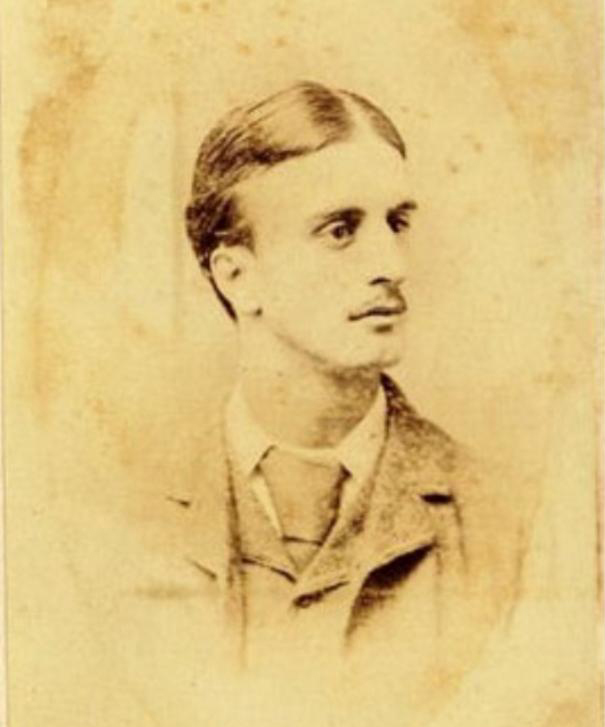
Montague John Druitt.

Uno de los nombres que más se mencionó como sospechoso de los crímenes de Whitechapel fue el de Montague John Druitt, un abogado hijo de un cirujano de muy buena familia, que desapareció justo tras el crimen de Mary Kelly y cuyo cuerpo fue hallado un mes después flotando sin vida en el Támesis; al fallecimiento esa persona tenía 31 años.
La sospecha hacia John Druitt parte de unas investigaciones realizadas años después de que el caso fuese cerrado por el jefe de policía de Scotland Yard, Sir Macnagthen. No hay evidencia sobre por qué Macnaghten lo consideró un sospechoso serio porque el expediente del caso sigue cerrado al día de hoy y sus únicas declaraciones públicas habían sido que no solo él sospechaba de la culpabilidad de Druitt porque era "sexualmente insano", sino que además su propia familia creía que había sido el asesino.
Montage John Druitt nació el 15 de agosto de 1857 en Wimborne, Dorset. Fue un graduado del Winchester College, abogado, profesor, y deportista que integró equipos de críquet. Esa persona falleció a los treinta y un años de edad, escasos días después de acaecido el último y más terrible de los asesinatos del mutilador victoriano (el de Mary Jane Kelly, nueve de noviembre de 1888). Su cadáver en estado de descomposición fue retirado de las aguas del río Támesis el 31 de diciembre.
Aunque en ensayos posteriores sobre los crímenes victorianos se planteó que pudo haber sido víctima de homicidio, la opinión más compartida es que su muerte se debió a suicidio.
La candidatura de Druitt a la identidad del Destripador experimentó su apogeo desde la década de los años sesenta de la centuria pasada, a raíz de la publicación de “Otoño de terror” del escritor estadounidense Tom Cullen, y de la sencillamente rotulada: “Jack the Ripper” del ensayista británico Dan Farson.
Estos especialistas exhumaron las antiguas notas del memorándum Macnaghten en donde se mencionaba a este suicida como un sospechoso de primera categoría. En dicho informe, aquel alto mando policial expresó que Druitt era de familia bastante acomodada y que su cuerpo sin vida fue rescatado del Támesis el 31 de diciembre de 1888 –datos ciertos-, pero falló al sostener que se trataba de un médico de cuarenta y un años –lo que, como ya se dijo, no era así-. También destacó que los parientes del fallecido creían que él era el asesino.
Sin embargo, no existen pruebas que avalen esta última aseveración la cual, aunque fuese verídica, tampoco implica necesariamente que Montague hubiese en verdad sido Jack el Destripador.
Es más, actualmente la proposición de este hombre al cargo de ejecutor del East End londinense se ha diluido considerablemente, frente a la total ausencia de evidencias objetivas para incriminarlo.

### Joseph Isenschmid, tildado por los periódicos como “El charcutero loco”
El 13 de septiembre de 1888, la policía detuvo a un hombre que se dedicaba a la comercialización de piezas cárnicas. Un par de días antes de ese arresto, dos médicos de Whitechapel lo habían denunciado a causa de sus hábitos extraños, y su propia esposa declaró en su contra alegando que Joseph Isenschmid era violento, que siempre portaba encima grandes y afilados cuchillos, aún en los momentos en que la práctica de su oficio no se lo requería, y que había amenazado con matarla.
Se supo que el indagado había sido sometido ya a una prolongada internación en un hospicio debido a padecer severos trastornos psíquicos y, luego de una nueva revisión médica donde se constató su total desquicio, la justicia ordenó su encierro por causa de enajenación mental.
Dado que se hallaba preso cuando acaecieron los homicidios de Liz Stride y Kate Eddowes, el 30 de septiembre de 1888, fue descartado definitivamente como posible asesino de las mujeres.

### Severin Klosowski (alias George Chapman)

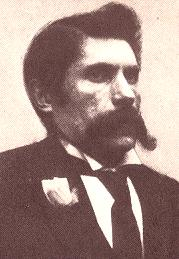
George Chapman.

El joven barbero polaco, residente a sus veintitrés años en el este de Londres en 1888, prefería que lo conocieran por un nombre más británico. Debido a tal vanidad adoptó el de George Chapman, tomando ese apellido típicamente inglés de una de sus ocasionales concubinas. Casualmente, el mismo apellido de la segunda de las víctimas canónicas de Jack el destripador.
En el tiempo de los homicidios victorianos no se lo asoció con ellos. Años después, el polaco alcanzaría la fama que tanto ansiaba. Mas se trató de una fama aciaga, porque le fue dada como asesino. Más concretamente por su condición de uxoricida, pues se descubrió que mediante dosis de arsénico había mandado a la tumba sucesivamente a tres esposas.
En 1903, se impartió orden de captura en su contra y el mérito de concretar el arresto lo tuvo el sargento detective de la Policía Metropolitana George Albert Godley, quien en el pasado había sido uno de los más tenaces perseguidores de Jack el Destripador.

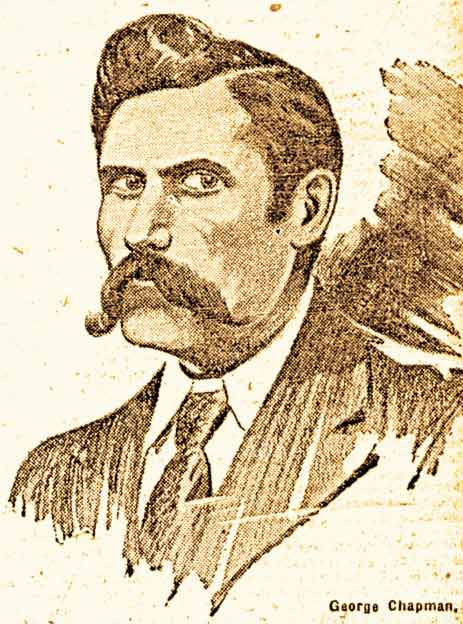
Ilustración de George Chapman en un viejo periódico.

El antiguo jefe de Godley, el inspector detective Frederick Abberline, felicitó públicamente a su ex subordinado. “Has atrapado a Jack el Destripador”, parece que le dijo.
Y resulta que Klosovsky-Chapman constituyó para el famoso detective Abberline el primordial sospechoso de haber sido el degollador de los barrios bajos londinenses. Empero, al presente la mayoría de los expertos descartan a este hombre como candidato plausible.
Aunque es cierto que residió en una zona cercana a dónde se consumaron los asesinatos, su instinto homicida recién se habría despertado años más tarde y, sobre todo, el modus operandi de un envenenador muy remota relación guarda con las sangrientas carnicerías perpetradas por Jack the Ripper.

### Aarón Kosminski
Otro de los sospechosos de Macnaghten fue Aarón Kosminski, un judío polaco residente en Whitechapel que sentía un odio más patológico que visceral hacia las mujeres, y que fue ingresado en un hospital psiquiátrico en marzo de 1889 por sus tendencias homicidas.
El doctor Houchin, quién certificó la locura de Kosminski, describió su comportamiento: "declaró que es dirigido y que sus movimientos son controlados por un instinto que informa su mente; dijo que conoce las actividades de toda la humanidad, y rechazó casi todos los alimentos porque su instinto le decía que no lo haga".
En los registros del hospital solo se ha encontrado una mención de comportamiento agresivo por parte de Kosminski, si bien su estado mental parecía deteriorarse con el tiempo: "Incoherente, de vez en cuando excitado y violento. Hace unos días se subió una silla, e intentó golpear al asistente."
Durante el tiempo que permaneció recluido, había sido diagnosticado como "enfermo crónico inofensivo, de vez en cuando molesto, pero no violento, que se recluye cada vez más en su propio mundo hasta el punto de no saber su edad o cuanto tiempo ha estado interno".
El escritor Russell Edwards, obsesionado con el caso, compró en el año 2007 un chaleco de dudosa procedencia, que él afirmaba pertenecía a Catherine Eddowes, la segunda mujer asesinada en el distrito de Whitechapel. Mandó la prenda al doctor Jari Louhelainen, especialista en genética. El científico localizó a algunos de los descendientes de los sospechosos para poder realizar la comparación pertinente del ADN encontrado. Y encontró a una pariente británica de la hermana de Kosminski que comparte el ADN mitocondrial con el presunto asesino. Los dos ADN coincidían en más de un 99%, un porcentaje que ascendió al 100% tras el segundo análisis. Sin embargo hay serias dudas sobre los métodos y resultados empleados por Edwards.

### Michael Ostrog

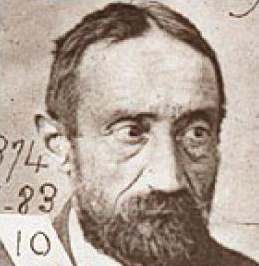
Michael Ostrog.

Michael Ostrog era un médico ruso que además se dedicaba a la estafa, por lo que pasó una gran parte de su vida en la cárcel. No era un delincuente ordinario, era muy inteligente, tenía buena educación, y en algunas ocasiones durante los juicios por sus delitos, su astucia le había llevado a simular que sufría un trastorno mental, lo que le había salvado de la cárcel en más de una ocasión.
No se sabe a ciencia cierta porqué figura entre la lista de los sospechosos del Destripador, pues no hay indicios de que haya asaltado a ninguna mujer, y con sesenta años que debía tener en 1888, parecen demasiados para encajar en las descripciones del asesino.

### John Pizer, apodado por la prensa “Mandil de Cuero”

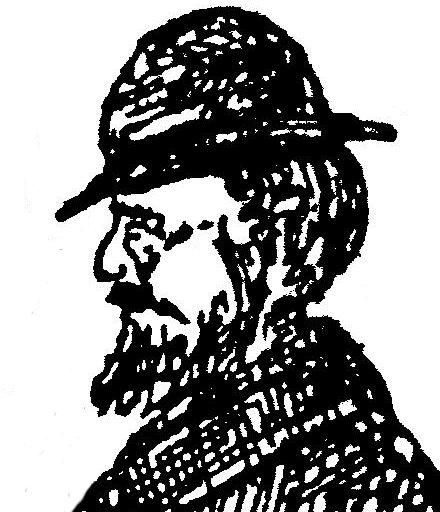
John Pizer.

Se trataba de un judío pobre que trabajaba de zapatero y portaba habitualmente un delantal o mandil de cuero cuando ejercía su oficio, y de ahí su apodo “Mandil de Cuero” (Tablier de cuir en francés, Leather Apron en inglés).
El 10 de septiembre de 1888 resultó arrestado por el sargento detective William Thick de la Policía Metropolitana. Ulteriormente declaró en el juzgado presidido por el magistrado (“coroner”) Wynee Baxter, durante la encuesta judicial instruida con motivo del asesinato de Annie Chapman.
Fue exonerado de los cargos atribuidos y se decretó su libertad el 14 de septiembre de aquel año, tras acreditarse que mientras victimaban a Mary Ann Nichols (madrugada del 31 de agosto de 1888) él se encontraba junto a un grupo de curiosos contemplando el gran incendio desatado en Ratcliffe Highway, a varios kilómetros de distancia del escenario donde se cometiera aquel crimen.

### Francis Tumblety

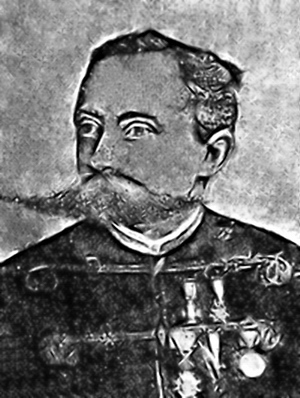
Francis Tumblety.

Según investigaciones muy ulteriores, el más serio sospechoso para Scotland Yard, en época contemporánea a los crímenes, lo constituyó el curandero y seudomédico estadounidense Francis Tumblety.
En el año 1993, el ripperólogo Stewart Evans descubrió una vieja carta redactada por el Inspector John Litlechild, dirigida al dramaturgo y periodista victoriano George Sims. Esa misiva informaba que el sospechoso preferido estaba mencionado en un expediente secreto de la Policía Metropolitana, donde se lo designaba como “Dr. T”.
Sin dudas, se hacía allí referencia al aludido Francis Tumblety, al cual se lo consideraba un sujeto afectado por una grave psicopatía sexual (eufemismo para referirse a la homosexualidad en aquel entonces) y cuyos sentimientos hacia las mujeres eran en extremo amargos pues trasuntaban un odio patológico.
En aquella carta se relataba cómo ese individuo cometió ofensas antinaturales en la vía pública, siendo arrestado in fraganti en la calle Malborough el 7 de noviembre de 1888, aunque el reo logró salir de inmediato libre bajo fianza.
El 16 de noviembre de ese mismo año, fue acusado formalmente y compareció ante una corte británica. Cuatro días después se celebró una audiencia tras la cual se pospuso el proceso hasta el 10 de diciembre.
Pero antes de llegar esa fecha, el encausado aprovechó su libertad condicional huyendo de Inglaterra rumbo a Francia, utilizando el falso nombre de Frank Townsend. Arribó a tierras galas el 24 de noviembre, y desde allí viajó a Nueva York, Estados Unidos, a bordo del vapor Bretagne.
Scotland Yard envió para capturar al prófugo a uno de sus más destacados investigadores, el inspector Walter Simon Andrews. Este detective iba secundado por otros dos inspectores y gozó del apoyo logístico de la policía estadounidense. Sin embargo no pudo atrapar al escurridizo Tumblety.
No pudieron capturar al prófugo, y este concluyó sus días falleciendo en Saint Louis, Misuri, en el año 1903.
Se especuló que Scotland Yard no habría enviado a sus agentes a otro continente para arrestar a un vulgar ofensor contra la moral que había faltado a su palabra. Realizar un despliegue espectacular solo para castigar a un delincuente tan menor parece impensable.
La explicación sería que en realidad la policía trató desesperadamente de enmendar el error de haber dejado escapar a aquel que (nuevas y secretas pruebas) sindicaban como el asesino de las prostitutas de Whitechapel.
Al menos así lo sostiene la hipótesis que le asigna a este hombre la identidad del anónimo Jack the Ripper.

## Sospechosos señalados en la época por la opinión pública o por la prensa

### William Bury

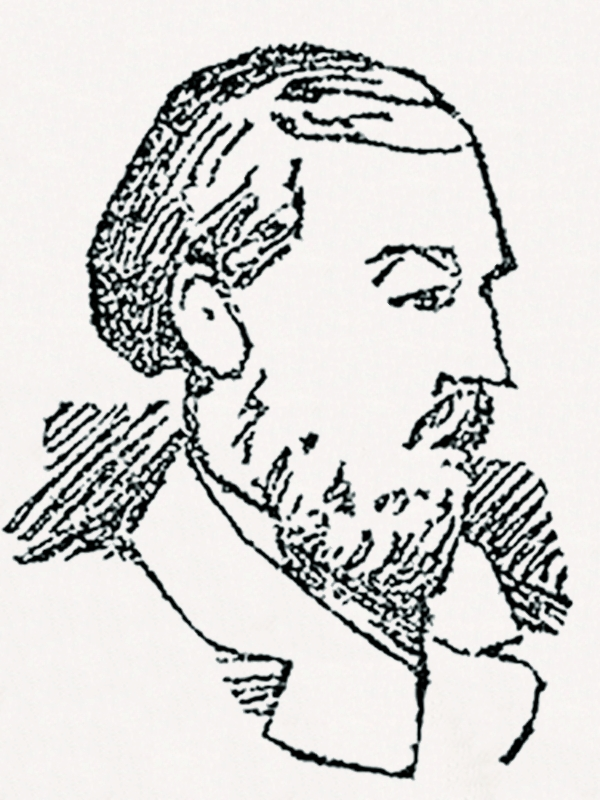
William Henry Bury.

William Henry Bury contaba con veintinueve años de edad en 1888, y residía en la localidad inglesa de Bow, donde convivía con su joven cónyuge Ellen Elliot con la cual había contraído enlace en el mes de abril de aquel año.
El matrimonio vivió en el East End de Londres hasta enero de 1889 y luego se mudaron a la ciudad escocesa de Dundee.
El hombre se apersonó a la estación de policía local en la mañana del 10 de febrero de 1889 pretendiendo que su esposa –la cual ejercía la prostitución- se había suicidado. Pero las pruebas forenses se mostraron muy decisivas en su contra y bastaron a fin de esclarecer la situación sin dejar sombra de duda.
La realidad era que el individuo asesinó a su mujer valiéndose de una cuerda con la cual la estranguló. Tras desmayar a su víctima, Bury le asestó feroces puñaladas en la región abdominal y genital causándole el deceso. Culminada su pérfida agresión escondió el cuchillo ensangrentado dentro del hueco de un árbol.
Una notable curiosidad fincó en que sobre la puerta de ingreso del edificio de apartamentos donde moraba el victimario, alguien había trazado con letras de color rojo la advertencia: “Jack el Destripador se oculta detrás de esta puerta”.
A su vez, en la pared adyacente a la escalera que conducía al sótano se leía, estampada con tiza, una segunda frase acusatoria: “Jack el Destripador está en este sótano”.
Otros datos más objetivos incriminan al sujeto, pues los médicos forenses creyeron percibir marcadas analogías entre las heridas mortales de su esposa y las patéticas incisiones ventrales infligidas a las víctimas del Ripper. En todos los casos, además, las extintas fungían de meretrices, al igual que la desafortunada Ellen.
El tribunal de Dundee lo halló culpable de homicidio especialmente agravado por el vínculo matrimonial, y lo condenó a purgar su culpa aplicando la pena capital.
El verdugo y criminólogo aficionado James Berry, que no fue quien lo finiquitó, se trasladó desde Inglaterra hasta aquella cárcel de Escocia a fin de dialogar con el penado. Tras la entrevista quedó convencido de que aquel hombre era igualmente culpable de la masacre acontecida en año anterior en los suburbios de Londres, y así lo afirmó públicamente.
En la mañana del 24 de abril de 1889 William Henry Bury fue ejecutado. El día anterior admitió por escrito haber matado a su cónyuge, pero negó cualquier participación en los asesinatos de Jack el Destripador.

### Thomas Cutbush
Thomas Cutbush Haynes nació en 1866 en Kennington, localidad relativamente cercana a Whitechapel. Provenía de una respetable familia de clase media. Su infancia fue complicada, puesto que su padre era alcohólico y abandonó el hogar siendo su hijo adolescente. Thomas quedó entonces al cuidado de su madre y de su tía materna, mujeres muy religiosas.
Mostró graves problemas de conducta ya en su primer trabajo, del cual a los pocos días lo expulsaron. En su segundo empleo le fue aún peor, pues tras un arranque de furia empujó por las escaleras a su anciano patrono.
Se presume que contrajo sífilis en el año 1888.
Tres años más tarde fue detenido después de comprobarse que, como mínimo, fue responsable de agredir a las jóvenes Florence Grace Johnson e Isabella Frazer Anderson en plena vía pública, a quienes tajeó las nalgas con un cuchillo.
A partir del mes de febrero de 1894, el influyente periódico británico The Sun lo acusó públicamente, a través de una serie de artículos, de ser el culpable de los desmanes consumados por Jack el Destripador.
No obstante, no se le instruyeron cargos a raíz de tales crímenes, aunque quedó confinado por “orden de su Majestad” (según la expresión que se usaba por entonces en estos casos) por tiempo indeterminado en el hospital psiquiátrico de Broadmor, al considerárselo peligroso, mentalmente insano e irrecuperable.
Un dato curioso y de interés en esta historia radica en que en el mismo año de 1894, y a modo de respuesta ante las denuncias contra Cutbush propaladas por The Sum, el Inspector de Scotland Yard Sir Melville Leslie Macnaghten redactó un memorándum policial, de circulación interna, donde manifestó su convencimiento de que Thomas no era el múltiple homicida de Whitechapel, sino un simple enajenado más o menos inofensivo.
En lugar de Cutbush, el Inspector Macnaghten consignó en sus notas los nombres de tres personas que estimaba como posibles culpables, aunque los mismos jamás fueron formalmente acusados.
Los sospechosos más firmes, de acuerdo con la opinión de este jerarca de la policía, eran Montague John Druitt, Michael Ostrog, y Aarón Kosminski.

### Frederick Deeming

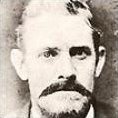
Frederick Bailey Deeming.

Frederick Bailey Deeming es el nombre de un notorio delincuente sexual y victimario serial que fue colgado en Melbourne, Australia, en el año 1892.
Tenía cuarenta y seis años en 1888 y cargaba ya con un frondoso historial delictivo, aunque sus crímenes más espantosos, aquellos que le valieron la pena de muerte, los perpetraría tres años más tarde.
En 1891 asesinó a su esposa y a sus cuatro hijos en Rainhill, Liverpool, y al año siguiente victimó a su segunda cónyuge en la ciudad de Melbourne, Australia.
Se lo vinculó al caso de Jack el Destripador a partir de una nota editada en la Pall Mall Gazette el 8 de abril de 1892 (estaba preso por sus acreditados crímenes desde el 11 de marzo de ese año), donde se aseguraba que en las oficinas de Scotland Yard se habían recibido decenas de cartas denunciando que Frederick Deeming era el implacable ultimador de meretrices de los barrios bajos de la capital británica.
Aunque insistieron en haberlo visto merodeando por los alrededores de los lugares donde se consumaron las mutilaciones, lo cierto que es muy dudoso que ese dato resultara veraz.
Parece seguro, en cambio, conforme a diversas y coincidentes fuentes, que en el año 1888 el itinerante Deeming (entre otras facetas fue marino mercante y se valía de diversos alias) estaba en Sudáfrica timando a ciudadanos sudafricanos.
Hay constancia de que por esas fechas compareció repetidas veces ante la justicia de aquel país, acusado por la comisión de fraudes y estafas.

### Carl Feigenbaum
El marino mercante y florista ocasional alemán Carl Ferdinand Feigenbaum concluyó su existencia electrocutado en la cárcel de Sing Sing, Estados Unidos, en el año 1896.
La drástica condena se estimó justa, pues dos años atrás había degollado a su casera, la señora Juliana Hoffman (mediante un corte de izquierda a derecha en el cuello, al estilo de los del Destripador).
No tuvo tiempo de abrirla en canal y extirparle órganos, si esa hubiera sido su intención, porque el adolescente hijo de su víctima lo descubrió y pidió socorro a gritos. Al escenario del crimen llegó la policía, junto con vecinos y curiosos, y lo capturaron mientras pretendía huir.
Su propio abogado, el doctor William Lawton, creyó que su patrocinado era, además del asesino de la señora Hoffman, Jack el Destripador; y así lo afirmó a los periódicos, luego de que su defendido muriera ejecutado.
Pero no es seguro que Carl Feigenbaum haya estado en Inglaterra en 1888, a pesar de su condición de marino, y pese también, al excelente trabajo investigativo del experto Trevor Marriott, quien en archivos navales británicos revisó cientos de listados sobre arribos de buques en los que ese hombre podría haber viajado como tripulante.

### Robert D'Onston Stephenson
Robert D'Onston Stephenson, de cuarenta y ocho años en 1888, entraba y salía con cada vez más asiduidad del Hospital de Londres sito en Whitechapel, en donde lo trataban por sus afecciones psiquiátricas.
No obstante, más que un enajenado, el individuo era un excéntrico, un alcohólico, y un charlatán. Y su poder de persuasión era muy grande, logrando ganarse fama de experto y practicante de magia negra.
Su bella y juvenil amante (Mabel Collins) y una aristocrática socia (la baronesa Vittoria Cremers), lo mantenían económicamente, lo mimaban, y lo consideraban una persona excepcional. Por lo menos lo tuvieron como un ser extraordinario hasta cuando comenzó a volverse patente que el hombre desvariaba, pues pretendía, alternativamente, saber quién era el Destripador, o con un aire de misterio insinuaba que él mismo lo era.
D'Onston llegó al extremo de denunciar a uno sus médicos tratantes acusándolo de ser el asesino. Su denuncia naturalmene fue desechada por la policía. A su vez, un socio ocasional lo acusó a él de ser el Ripper. Esta segunda denuncia igualmente fue desestimada.
El escritor Ivor Edwards plantea que Robert D'Onston en verdad fue Jack the Ripper, y que sus homicidios se inspiraron en un ceremonial diabólico basado en la configuración de los lugares en donde aparecieron los cadáveres de las víctimas.
La teoría de Ivor Edwards tiene su remoto origen en artículos periodísticos escritos por el célebre espiritista Alesteir Crowley, partidario de que el satanismo estuvo detrás de aquellos asesinatos, y de que Donston configuraba el candidato más probable.
Por cierto, tales hipótesis no son contempladas seriamente por los especialistas en la historia de estos crímenes victorianos.

### Joseph Merrick
Joseph Carey Merrick nació en Leicester, Inglaterra el 5 de agosto de 1862 y falleció en Londres el 11 de abril de 1890. Se hizo famoso debido a las terribles malformaciones que padeció desde el año y medio de edad, causadas por una misteriosa enfermedad y por las que se ganó el apodo de "El Hombre Elefante". Condenado a pasar la mayor parte de su vida en un mundo de farándula, solo encontró sosiego en sus últimos años de vida. 
Muchos de los habitantes de Inglaterra lo consideraban un fenómeno, incluso llegó a haber un rumor de que él era Jack el Destripador. Joseph murió dos años después de los crímenes cometidos por el asesino, que casualmente ocurrieron en zonas muy cercanas del hospital donde vivía internado. Sin embargo, Joseph apenas podía caminar, además nunca se encontró ninguna prueba de que él fuera culpable. Todo esto ha hecho que los investigadores lo rechacen totalmente como sospechoso.

## Sospechosos señalados posteriormente por diferentes autores

### Alberto Víctor, duque de Clarence y Avondale

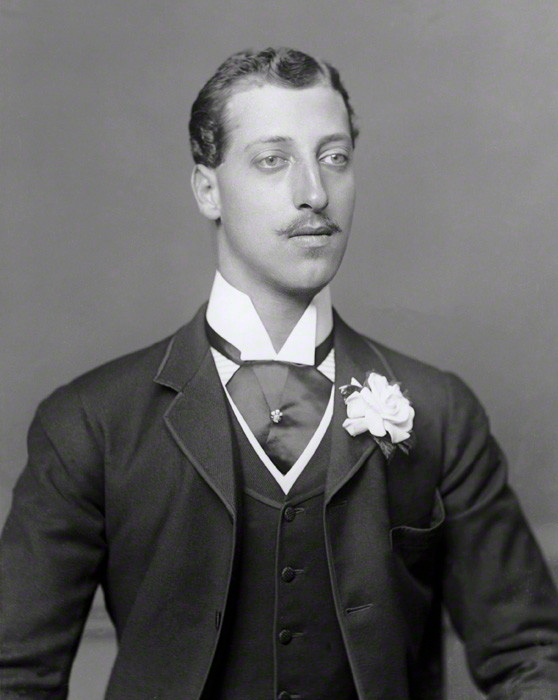
Príncipe Alberto Víctor,
duque de Clarence y Avondale.

También la nobleza se vio afectada por esta serie de crímenes. Uno de los principales sospechosos fue el duque de Clarence y Avondale, el príncipe Alberto Víctor, hijo del rey Eduardo VII y nieto de la reina Victoria.
Tenía 24 años en el momento de los crímenes, y murió poco después de consumados esos crímenes en una clínica privada por enfermedad. Según parece, el joven príncipe era un apasionado de la caza con todo su ritual y crueldad, aunque nunca se le consideró como un hombre violento; además era un asiduo visitante de los prostíbulos.
El doctor Thomas Stowell publicó un artículo en 1970 acusando al príncipe Alberto de ser Jack el Destripador, basando su teoría sobre algunos documentos de su médico personal, William Gull, quién le estaría tratando la enfermedad.
Nótese que la nominación del príncipe Alberto Víctor al rango de Jack el Destripador, fue mediante un artículo en noviembre de 1970 en la revista Criminologist.
El futuro duque de Clarence y Avondale nació en 1864, siendo primogénito del príncipe de Gales, también llamado Alberto. De adolescente viajó en barco recorriendo el mundo en compañía de su hermano George, y se sugirió que durante aquel periplo fue seducido y contrajo la sífilis que acarrearía su deceso en el año 1892 a la temprana edad de veintiocho años.
Conforme sostuvo Thomas Stowell, a mediados de los años ochenta del siglo XIX, tras retornar de otra de sus travesías marítimas, los empujes de su enfermedad lo conducirían a la definitiva pérdida de la razón, convirtiéndose, a partir de entonces, en el demencial asesino de prostitutas del East End londinense.
Se alegó que el joven aristócrata desarrolló una obsesión por la sangre durante sus cacerías en Escocia, y que allí adquirió los rudimentos clínicos que el Destripador demostró poseer a la hora de mutilar a sus víctimas.
De acuerdo con esta versión, el aspirante a monarca pasaría de despellejar venados a despedazar prostitutas, y de sus sórdidas andanzas recién se enteraría la Casa Real británica luego del doble crimen del 30 de septiembre de 1888.
Tras el bestial asesinato de Catherine Eddowes, la Policía Secreta lo detendría poniéndolo bajo custodia. No obstante, el preso logró escapar a la vigilancia, y en la madrugada del nueve de noviembre de ese año cometería el más horripilante de sus crímenes contra Mary Jane Kelly.
Lo volverían a atrapar y sería confinado, bajo estrictas medidas de seguridad, en un hospital psiquiátrico de la localidad de Ascot.
El cuidado sanitario del príncipe le fue encomendado al médico imperial Sir William Gull. Tan exitoso fue el tratamiento que se produjo un repunte sanitario, el cual permitió al paciente emprender un nuevo viaje en crucero y tomar parte en acontecimientos públicos durante el año 1890.
Por desgracia, la afección cerebral que sufría, agudizada por el avance de su enfermedad venérea, precipitó el trágico desenlace.
En 1892, el malogrado joven falleció, y una virulenta epidemia de gripe que azotó Gran Bretaña aquel año le permitiría a la Corona pretextar que el heredero al trono había muerto a consecuencia de la misma, extremo que brindó la coartada perfecta para evitar el consiguiente bochorno.
La antedicha constituye, muy resumidamente, la teoría (actualmente dividida la opinión) en  que identifica al príncipe Alberto Víctor con Jack el Destripador.

### Doctor William Gull

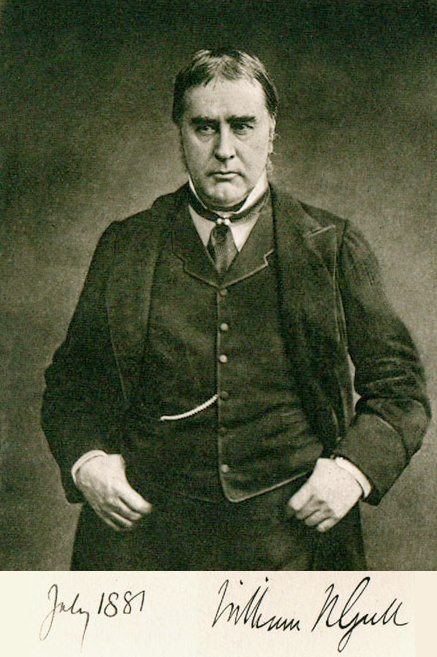
William Withey Gull.

La postulación de que el Dr. William Withey Gull fuera el asesino de Whitechapel está estrechamente ligada a la denominada “Teoría de la conspiración monárquico-masónica”.
Stephen Knight en su libro de 1976, Jack the Ripper: The Final Solution, adujo que los crímenes cometidos en el este de Londres fueron obra de un grupo de asesinos, en el cual el papel de principal ejecutor se asignó al Dr. Gull.
Su cochero, John Charles Netley, lo conduciría en su carruaje privado secundándolo en las tropelías, y un tercer participante (en apariencia el pintor Walter Richard Sickert) también lo pudo haber ayudado.
Pero, claro está, el auxilio mayor para que el ejecutor saliera impune lo suministrarían altas autoridades del gobierno monárquico y de la orden masónica, a la cual el doctor pertenecía.
El móvil de los homicidios, y la excesiva crueldad de los mismos, radicaría en el desorden cerebral que afectaba al facultativo, que en 1887 sufrió un ataque cardíaco que le produjo afasia, trastorno generador de estados de alucinación.

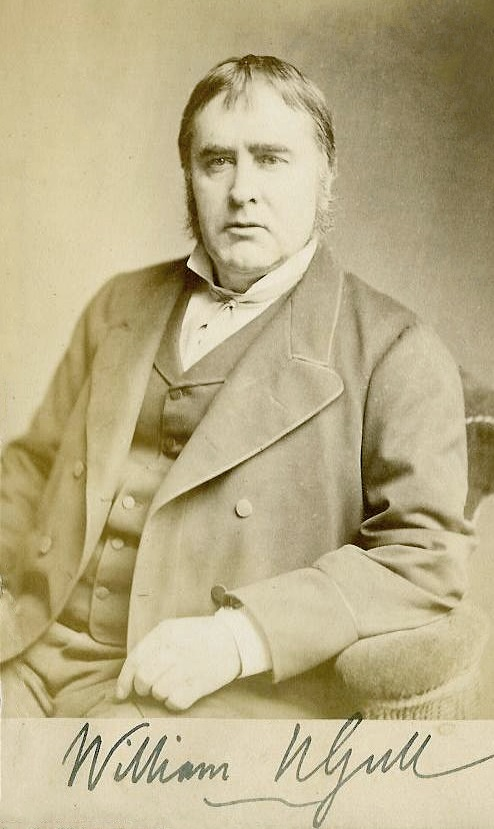
Foto y firma de Sir William Withey Gull (circa 1860).

El galeno habría sido contactado por jerarcas del gobierno británico para poner fin a la amenaza de un chantaje contra la Corona que pretendían llevar a cabo las prostitutas Polly Nichols, Annie Chapman, Liz Stride, y Mary Kelly (a Catherine Eddowes la ultimarían por error).
Las luego difuntas estarían, de acuerdo con esta proposición, en conocimiento del matrimonio semiclandestino del príncipe Alberto Víctor con la plebeya y católica Annie Crook, que engendró una hija del futuro monarca. Debía evitarse a cualquier precio que tan bochornoso escándalo trascendiera.
Pero al parecer el médico, impelido por el desorden psíquico que lo agobiaba, malinterpretó o exageró el cometido que le habían adjudicado en la conjura.
Vale decir, no le habrían pedido que asesinase a las mujeres, sino más bien que las asustara o que les practique operaciones de lobotomía, como la que, según se pretendió, practicó a Annie Crook.
Sin embargo, lamentablemente, el trastorno que padecía transformó al respetable galeno en el monstruo que la posteridad conocería como Jack el Destripador.
Tal representa, en síntesis, la hipótesis donde se implica al Dr. William Whitey Gull en los crímenes del “otoño de terror”.

### James Kelly

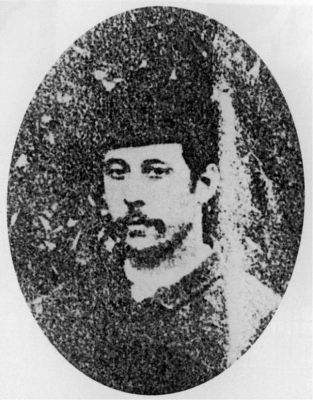
James Kelly.

Según un estudio realizado para el documental "Jack el destripador en América" para Discovery Channel, Jack el Destripador sería James Kelly, un asesino psicótico que escapó del Asilo psiquiátrico de Broadmoor en Inglaterra y que habría viajado, luego del cese de los asesinatos en ese país, hacia Estados Unidos. Los indicios que en este caso atraen las sospechas, son que un tiempo antes se produjo el asesinato de una prostituta en ese país con las mismas características que los de Londres, además de una carta aparecida en un diario estadounidense en la que avisaba que se realizaría un asesinato en nombre de Jack el Destripador.
James Kelly luego volvería al hospital psiquiátrico ya envejecido, y habría contado haber viajado hacia Estados Unidos y luchado "contra el mal".
James Kelly nació el 20 de abril de 1860 en Preston, Lancashire, siendo hijo natural de Sarah Kelly quien dejó al infante al cuidado de su abuela Therese. La madre se desentendió del niño pero al menos le legó una pequeña fortuna valuada en 20.000 libras a ser administrada por una reserva fiduciaria, de la cual el beneficiario podría disponer al cumplir los veinticinco años.
Con dieciocho años, en 1878, comenzó su actividad como tapicero empleándose al servicio de sucesivos patronos.
A sus veinte años conoce a Sarah Brider de diecinueve años, moza recatada, de familia católica y muy trabajadora. Se pone de novio con la chica y es bien recibido por los padres de ella, pasando a residir en el número 21 de la calle Lane, en el hogar de sus futuros suegros.
James pierde su empleo de tapicero a raíz de sus rarezas y sus explosiones temperamentales. Días después, el 4 de junio de 1883, contrae enlace con su novia en ceremonia religiosa celebrada en la parroquia de San Lucas.
Kelly se había casado con la muchacha que aparentemente amaba pero estaba destinado a no ser feliz con ella. Reñía y desplegaba celos obsesivos recriminando a su flamante esposa sus pretendidas infidelidades. Entre otras acusaciones, le enrostraba haberle trasmitido una enfermedad venérea.
En este convulso entorno fue que el 21 de junio, a solo diecisiete días de haberse casado y durante el curso de una violenta pelea, el tapicero extrajo de sus ropas una filosa navaja de muelle con la cual rasgó profundamente el cuello de su mujer.
Se arrestó al atacante, quien no ofreció resistencia, y la agredida cónyuge expiró el 24 de junio de 1883. Al día siguiente el uxoricida fue imputado de homicidio especialmente agravado, luego de que el primer médico forense que lo examinase lo encontró perfectamente apto.
A despecho de las apelaciones de sus abogados y de las peticiones de clemencia, el fin en la horca parecía inexorable. El 20 de agosto de ese año de 1883 debía cumplirse la sentencia de muerte.
Pero casi milagrosamente James Kelly salva su vida. El siete de agosto y apenas unos días antes de la ejecución, el doctor W. Orange, superintendente del asilo de Broadmoor, lo examina y decide que está completamente orate. Las declaraciones de su antiguo jefe, Mr. Hiron, aportando pormenores sobre las actitudes anormales de su exempleado, contribuyen a que se le conmute la fatídica sentencia.
El recluso pasará ahora a cumplir pena de confinamiento por tiempo indefinido dentro del asilo de Broadmoor.
Durante cinco años James Kelly se mostró como un interno modelo. Pero todo era una farsa para hacer bajar la guardia a sus captores. Con suma astucia y paciencia, sirviéndose de un trozo de metal que modeló a tal fin, fabricó una llave con la cual abrió la puerta principal del asilo y se escapó tranquilamente el 23 de enero de 1888.
Pendía sobre el prófugo orden de aprehensión para restituirlo al hospital, y la policía fue a buscarlo pensando que se refugiaba en la casa de sus suegros.
El 10 de noviembre de 1888, o sea el día después de la horrible muerte de Mary Jane Kelly, se practicó una redada en ese domicilio, pero el fugado no estaba allí y nadie conocía su paradero.
Permaneció libre durante casi cuarenta años, hasta que en 1927 retornó imprevistamente por propia voluntad al asilo de Broadmoor, rogando que lo admitieran pues, conforme sus palabras recogidas por un periódico: “estoy muy cansado y quiero morir junto a mis amigos”.
Fue su última reclusión y solo vivió dos años más. En 1929 expiró a causa de neumonía lobular doble, atento consta en su certificado de defunción.
En ese lapso final escribió unas memorias que el investigador policial Ed Norris afirmó, en un programa de Discovery Channel, haber leído.
En esas notas, aunque Kelly no confiesa abiertamente haber sido Jack el Destripador, trasunta un enfermizo odio hacia las prostitutas. Además, en su propio diario personal reconoce que estaba escondido en Londres entre los meses de agosto y noviembre de 1888, es decir: desde el inicio hasta el término de la horrible matanza de East End de Londres de ese fatídico año de 1888.

### James Maybrick

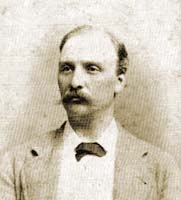
James Maybrick.

En 1992 surgió una nueva teoría que causó sensación por lo evidente que parecía.
Michael Barrett, un distribuidor de chatarra de Liverpool, presentó un diario escrito por un hombre llamado James Maybrick en 1889, que confiesa ser el mismo Jack el Destripador.
James Maybrick era un comerciante de algodón que comenzó su negocio en Londres, viajó a los Estados Unidos para abrir una oficina en Virginia y volvió varios años más tarde. Había contraído la malaria en Estados Unidos y tomaba una combinación de arsénico y estricnina. La medicación era adictiva y él siguió tomando arsénico hasta que falleció, en 1889.
Nunca se sospechó de él hasta la aparición del diario, en el que Maybrick se autodenominaba Jack, y daba a entender que era el asesino de las prostitutas con hechos concretos: contando con detalle cada uno de los crímenes, hablando del placer que le producía el haberlos cometido, e incluso se burlaba de los esfuerzos vanos de la policía por encontrarlo. Es más, en el diario cuenta que era fácil buscar un nombre de asesino así que utilizó las dos primeras letras de su nombre y las últimas dos letras de su apellido.

### Walter Sickert

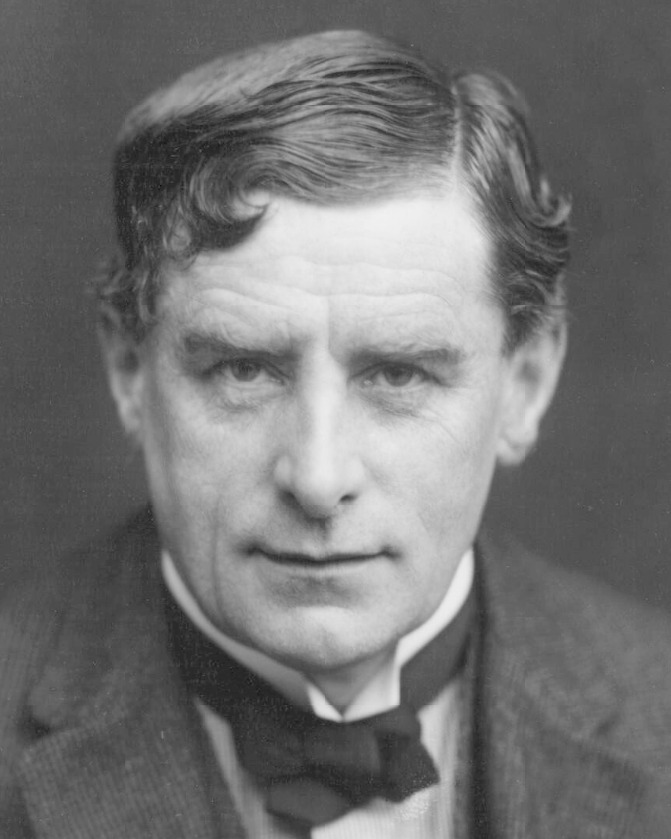
Walter Richard Sickert.

El pintor impresionista británico Walter Richard Sickert fue un tardío nominado a la identidad de Jack el Destripador. Al igual que ocurriera con el príncipe Alberto Víctor y con el Dr. William Gull, su nombre empezó a destacarse en este caso criminal a partir de la teoría de la conspiración monárquico masónica.
La diferencia con los otros dos personajes históricos antes mencionados reside en que, mientras el aristócrata y el galeno nada hicieron para verse involucrados con la tétrica figura del Destripador londinense, Walter Sickert, en cambio, vivió obsesionado con este homicida múltiple.

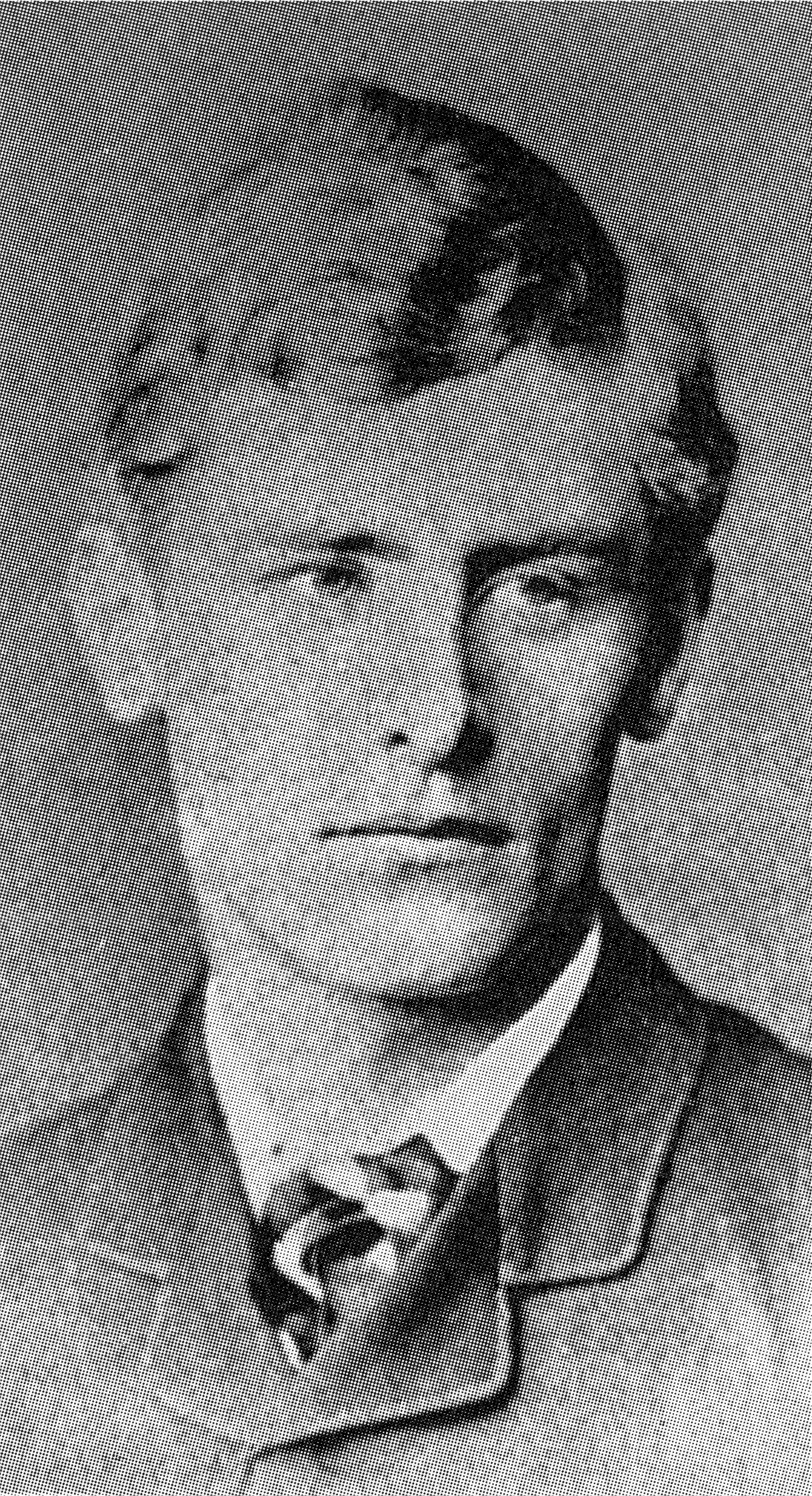
Walter Sickert en 1884.

De tal extraña obsesión hay sobradas pruebas.
Por ejemplo, pintó lienzos dedicados al criminal, a saber: “Jack en tierra” y “El dormitorio de Jack el Destripador”. Otras obras pictóricas que hoy día se exponen en la Galería Tate también serían reflejo de las matanzas victorianas.
A su vez, una retahíla de cuadros suyos muy conocida se inspiró en el asesinato de una prostituta, acaecido en Camden Town el 12 de septiembre del año 1907, y más de un perito en arte cree advertir en esas pinturas una recreación de las víctimas del otoño de terror de 1888.
Se especula, asimismo, que algunas de las cartas remitidas a la prensa y a la policía en la época de los homicidios conformaron facturación de este artista, aunque las habría redactado en vena de broma, igual que lo hicieron tantos ingleses.

## Otros sospechosos secundarios con menos posibilidades
Aparte de los nombrados por cierto hubo más sospechosos, como por ejemplo algunos de los citados en varias páginas del sitio digital Casebook: Jack de Ripper, aunque las candidaturas que en el presente artículo aún no han sido analizadas, sin duda en general son poco serias y fáciles de descartar, y por tanto, el análisis más detallado de estos casos tendría un interés secundario. No obstante la anterior puntualización y a efectos ilustrativos, vale aportar seguidamente una apretada reseña sobre tales sospechosos secundarios.

### Inspector Frederick Abberline

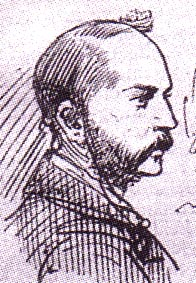
Frederick Abberline, ilustración periódico 1888.

Fue el detective de Scotland Yard encargado de las principales investigaciones en los homicidios de 1888. Por lo común se lo reputó como un tenaz y meritorio  (aunque frustrado) perseguidor del infame mutilador victoriano. Pese a ello, en época actual dos libros basados en estudios grafológicos le atribuyen haber sido el "asesino de Whitechapel", en una suerte de desdoblamiento de personalidad al estilo del Dr. Jekyll y de Mr. Hyde.

### Joseph Barnett

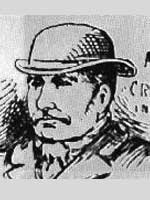
Joseph Barnett.

Trabajador del mercado de Billinsgate de treinta años al tiempo de los crímenes, Joseph Barnett fue concubino de la víctima Mary Jane Kelly hasta poco antes de su homicidio.
Nunca recayeron recelos sobre su persona hasta que, en 1995, Bruce Paley publicó la obra Jack the Ripper: The Simple Thuth, propugnando la hipótesis de su culpabilidad. El motivo: el joven quería sacar a su novia de la prostitución y el alcoholismo. Para atemorizarla, al extremo de que la chica abandonase esa vida disipada y accediese a convivir definitivamente con él, se dedicó a matar a sus compañeras de oficio. Luego, poseído por un arranque de celos y furia, terminó masacrándola también a ella.

### David Cohen
Su identidad no es segura, en tanto se adujo que su nombre y apellido judío es demasiado común, y podría referir a un acrónimo con el cual se designó a una persona equis. Fue propuesto como el asesino por el ripperólogo Martín Fido en el año 1993.
David Cohen podría haber sido el interno del hospital de Whitechapel, Nathan Kaminsky, considerado muy violento y peligroso. Probablemente trabajaba de carnicero, y por 1888 sufría de sífilis avanzada. La enfermedad lo habría precipitado al desquicio mental, y lo habría debilitado al punto de no poder proseguir con la matanza. Se trataría del individuo que Joseph Lawende y otros testigos judíos vieron junto a la víctima Catherine Eddowes instantes previos a su deceso, y aunque lo conocían, no habrían querido denunciarlo.

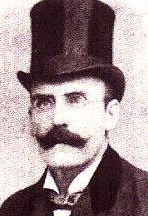
Thomas Neill Cream.

### Dr. Thomas Neill Cream
Fue un adinerado médico abortista escocés que cobró notoriedad por envenenar mujeres, en especial prostitutas. Se lo conoció bajo el alias de “Envenenador de Lambert”, en relación con el área de Londres en donde cometió sus últimos crímenes.
Era un excéntrico y trató de incriminarse a sí mismo. Lo condenaron a muerte, y cuando subió al patíbulo exclamó: "Yo soy Jack el…", sin poder concluir la frase, pues se abrió la trampilla y, tras caer, resultó desnucado por soga anudada a su cuello.
En realidad  Thomas Cream estuvo preso en Norteamérica durante las tropelías del Destripador, y según una muy arriesgada especulación, se habría valido de su dinero a fin de sobornar a los guardias de la prisión, colocando a un doble en su lugar mientras se ocupaba de mutilar meretrices en Londres (teoría por cierto demasiado rebuscada y muy poco probable).

### George Hutchinson
Este sospechoso ocasional también se vincula a Mary Jane Kelly. Fue un obrero que testificó haberla visto, horas previas a su muerte, en compañía de un sujeto extrañamente bien vestido para la pobreza imperante en Whitechapel. En 1998 Robert “Bob” Hinton publicó la obra From Hell: The Jack the Ripper Mistery, donde se arguye que las declaraciones de George Hutchinson a la policía constituyeron una cortina de humo a fin de ocultar su culpabilidad. La verdad habría sido que, enamorado de la bella meretriz, la habría asesinado durante un acceso de rabia y despecho al ser despreciado por esta.

### Alexander Pedachenko
Se trata de un sospechoso ficticio. Presunto médico ruso asesino enviado por la policía secreta zarista a Londres para eliminar sádicamente prostitutas, a fin de poner en ridículo a Scotland Yard. Al menos eso sostuvo el autor William Le Queux en un libro editado en 1923 que se titula en español: Lo que sé sobre reyes, celebridades y ladrones.

### James Thomas Sadler
En febrero de 1891, cuando en el este de Londres alguien degolló a la víctima no canónica Frances Coles, este hombre contaba con cincuenta y tres años y laboraba de fogonero en un barco. El individuo era amante de esa joven meretriz, y fue sindicado de haber sido su asesino; de paso, se receló también que hubiera sido Jack el Destripador.
Estuvo preso bajo esta sospecha, y una enfurecida turba intentó lincharlo cuando la policía lo sacó de la comisaría de la calle Leman rumbo al Juzgado. Finalmente se lo liberó debido a falta de pruebas aptas a fin de incriminarlo. Tampoco nunca le instruyeron cargos por los homicidios del Destripador.

### James Kenneth Stephen

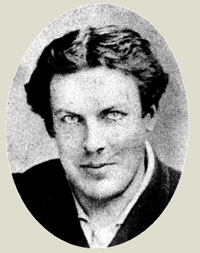
James Kenneth Stephen.

James Kenneth Stephen fue un poeta y abogado inglés de familia aristocrática, que además fungió de preceptor del nieto de la Reina Victoria, el Príncipe Albert Víctor.
Terminó sus días recluido en un hospicio aquejado de desórdenes mentales. Se caracterizó por ser en extremo misógino, y este rasgo visible en algunos de sus más violentos poemas indujo a sus detractores a especular que pudo haber perpetrado las fechorías que en 1888 llevó a cabo, en el distrito de Whitechapel, el homicida en serie apodado 'Jack el Destripador'.
Sin embargo, la mayoría de los estudiosos de ese caso criminal lo descartan como sospechoso plausible, pese a que dos investigadores publicaron sendos libros sugiriendo que efectivamente se trató de un asesino de prostitutas.

### Joseph Silver
Fue un proxeneta judío que operó en el este de la capital inglesa en 1888, donde estuvo a cargo de una casa de lenocinio. De historial muy turbulento, viajó por el mundo residiendo en Sudáfrica una década más tarde, en donde instaló una cadena de cafeterías y burdeles.
Años atrás había estado privado de su libertad en la prisión de Sing Sing en Estados Unidos, acusado de cometer robos y estafas. Las andanzas de Joseph Silver concluyeron trágicamente en 1918 al ser ejecutado en Polonia bajo los cargos de espionaje y traición.
En el año 2007, el historiador Charles van Onselen lo sugirió como Jack el Destripador en su libro "The Fox and the Flies: The wold of Joseph Silver".

### Dr. John Williams
Fue nominado Destripador de Londres por Tony Williams, descendiente suyo, en el libro “Uncle Jack” publicado en el año 2005.
Se trató de John Williams, un prestigioso cirujano vinculado a la casa real británica, que en el tiempo de los asesinatos victorianos trabajaba en la enfermería del Hospital de Whitechapel. Se manejó que habría tratado por enfermedades venéreas a algunas de las víctimas; el bisturí con que practicaba las mutilaciones es una reliquia que actualmente se exhibe en el Museo de Gales. No quedan claros los motivos que lo podrían haber inducido a emprender la masacre.

### Lewis Carroll

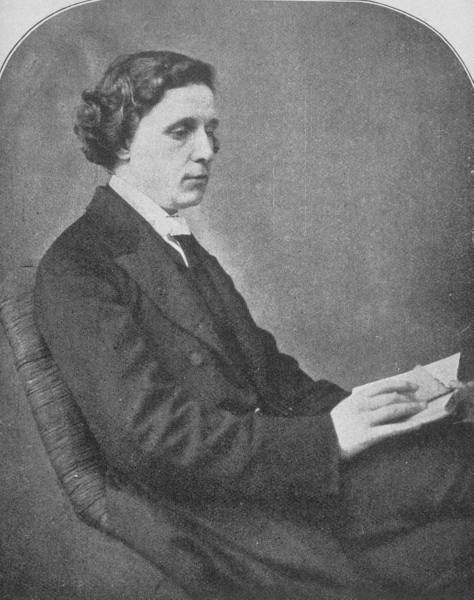
Retrato de Lewis Carroll (seudónimo de Charles Dogson), extraído de THE LIFE AND LETTERS OF LEWIS CARROL de Stuart Dogson.

Aunque siempre se lo consideró un soñador inofensivo, en el año 1996 el autor Richard Wallace no vaciló en acusarlo de haber sido el hombre que estaba oculto bajo el alias de Jack el Destripador. Las pretendidas pruebas que supuestamente le acusaban, eran frases crípticas contenidas en sus libros diecinueve años antes de la matanza del otoño de 1888. Según esta interpretación, el ya desequilibrado escritor, dejó allí pistas anticipando los crímenes que planeaba cometer. Según la hipótesis de Richard Wallace, Lewis Carroll no trabajó solo. Se cree que al menos dos hombres fueron los culpables, aunque posiblemente la mano ejecutora fuese solo una. En el caso de Lewis Carroll, su pretendido cómplice sería nada menos que Thomas Vere Bayne (1829–1908), un respetado académico de la Universidad de Oxford y amigo personal de Lewis Carroll.

### Elizabeth Williams
Más insólita aún resulta la candidatura al cargo de Asesino de Whitechapel que un ensayo reciente impone a Elizabeth Williams, la esposa del Dr. John Williams, conforme sugiere John Morris en la obra Jack the Ripper: The Hand of the Woman, Londres, Inglaterra (2012).
Según esta teoría, Lizzie Williams sería Jack el Destripador, quien mutilaba a las prostitutas movida por celos y envidia al ser ella infértil. De paso, se vengaba así de Mary Jane Kelly, presunta amante de su marido.

### Mary Eleanor Pearcey
Otra mujer acusada de ser “Jill the Ripper” fue Mary Eleanor Pearcey (también identificada como Mary Eleanor Wheeler). Se trató de una joven convicta por ultimar a la esposa y a la pequeña hija de su amante. La condenaron a muerte, y en su época nadie manejó seriamente que, además, hubiera sido Jack el Destripador, aunque debido a su gran fuerza muscular se barruntó que también podía haber consumado los desmanes del Destripador.
Empero, sus motivaciones para matar difieren de aquellas que movilizaron al victimario del East End londinense, y hay consenso en que deviene una candidata  sumamente improbable.

### Dr. Stephen Appleford
Otro ensayo de reciente data, también fundado en la ciencia (en una mezcla de las disciplinas matemáticas, grafología, y estadísticas, entre otras), propone que los siguientes dos cirujanos, Drs. Stephen Herbert Appleford y Frederick Gordon Brown, estuvieron involucrados en los crímenes del otoño de terror.
Los citados eran cuñados entre sí, y ambos tuvieron destacadas carreras académicas. El más relacionado con el caso de Jack el Destripador notoriamente fue Frederick Gordon Brown, médico forense de la Policía de la City de Londres, quien en su momento presentó un minucioso informe de la autopsia que practicó a la víctima Catherine Eddowes, lo cual, conforme con ciertas interpretaciones, se estima que configura una de las pruebas de su posible implicancia en los homicidios. No obstante, y según el investigador Eduardo Cuitiño, quien realmente podrá haber cometido los crímenes de Witechapel fue Stephen Herbert Appleford; y el rol que le podría haber ajustado a Frederick Gordon Brown se reduciría al de encubridor, o a lo sumo el de colaborador un tanto forzado.

### Francis Thompson

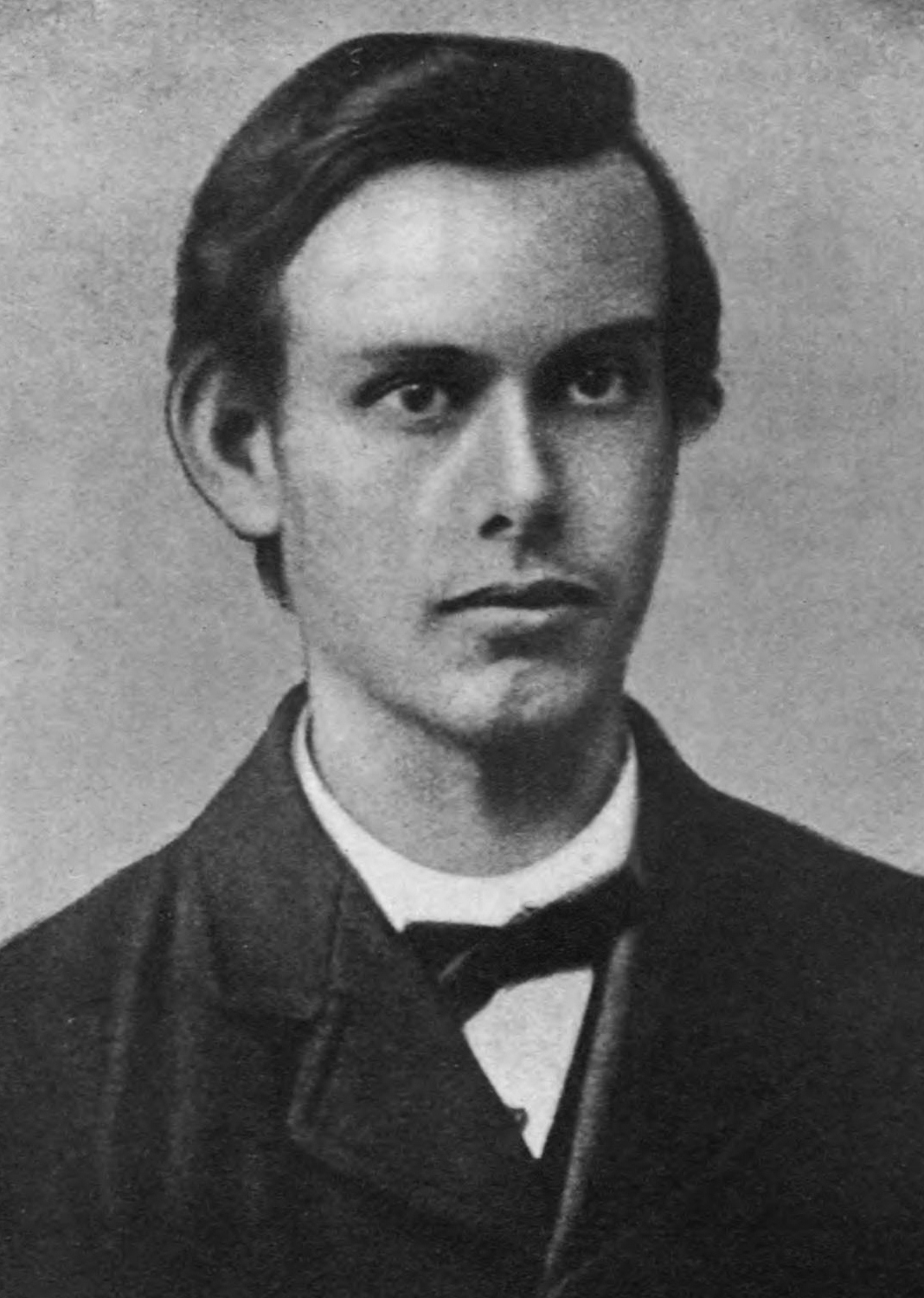
Francis Thompson a los 19 años de edad.

Francis Thompson fue un poeta y ensayista británico que murió joven de tuberculosis y que vivió en la pobreza. Aunque no está comprobado, también pudo haber padecido dolencias venéreas.
El escritor Richard A. Patterson lo postuló en el año 2002 al cargo de homicida múltiple victoriano.
El motivo esgrimido para esta acusación, fue que Francis Thomson habría sufrido de un grave desquicio psíquico impelido por su religiosidad enfermiza y su misoginia extrema. Se podría haber tratado pues de un asesino del tipo de los que la moderna criminología califica de “misionero”, y que podría haber ultimado a las meretrices de Whitechapel para sanear a la sociedad, y castigarlas por propagar vicios y enfermedades. Adicionalmente, también poseía habilidades quirúrgicas, y además vivió en la zona de Whitechapel entre 1885 y 1888, cuestiones estas últimas que lo califican como sospechoso pero que obviamente no son concluyentes.